# Тролејбус
Тролејбус је електрично возило за превоз већег броја људи у градском саобраћају. Тролејбус има две троле преко којих се напаја електромотор који га покреће. Као и аутобус, тролејбус има више точкова са гуменим пнеуматицима. Предност тролејбуса у односу на аутобус је што се креће помоћу електричне енергије тако да нема штетних гасова као возила која се крећу на нафту или бензин, а рад мотора му је тиши у односу на бензинске или дизел-моторе. Постиже исте брзине и савлађује успоне као и аутобуси или трамваји. Стандардан тролејбус који се користи нпр. у градском саобраћају у Београду има око 30 места за седење и око 100 за стајање. Постоје и већи, зглобни тролејбуси са скоро удвострученим бројем путника. У многим градовима света, у употреби су искључиво нископодни тролејбуси, као на пример у Ванкуверу где су нископодни тролејбуси 2009. године потпуно заменили високоподне.
Тренутно је у функцији око 300 тролејбуских система у градовима и насељима у 43 земље. Укупно је постојало више од 800 тролејбуских система, али не више од око 400 истовремено.

## Историја
Тролејбус датира од 29. априла 1882. године, када је др Ернст Вернер Сименс демонстрирао свој "Електромот" у предграђу Берлина. Овај експеримент је настављен до 13. јуна 1882. године, након чега је било мало развоја у Европи, иако су одвојени експерименти спроведени у САД. Године 1899, у Берлину је демонстрирано још једно возило које је могло да се креће на шинама или ван њих. Следећи развој догађаја је био када је Луј Ломбард-Жерен управљао експерименталном линијом на изложби у Паризу 1900. након четири године пробних радова, са кружном рутом око језера Даумеснил која је превозила путнике. Руте су следиле на шест места укључујући Еберсвалд и Фонтенбло. Макс Шиман је 10. јула 1901. отворио четврти у свету тролејбуски систем за превоз путника, који је радио у Биелаталу (долина Биела, близу Дрездена), Немачка. Шиман је направио и управљао Биелатал системом, а заслужан је за развој система за колекцију струје у колима, са две хоризонталне паралелне надземне жице и крутим механизмом са опругама да се одржи контакт са жицама. Иако је овај систем радио само до 1904. године, Шиман је развио оно што је сада стандардни тролејбуски систем за колекцију струје. У раним данима постојало је много других метода повезивања са извором напајања. Систем Цедис-Стол (Мерцедес-Електрик-Стол) је први пут радио у близини Дрездена између 1902. и 1904. године, а затим је уследило 18 система. Лојд-Кехлер или Бременов систем је испробан у Бремену са још 5 инсталација, а Кантоно Фригерио систем је коришћен у Италији.
Лидс и Бредфорд су 20. јуна 1911. постали први градови који су пустили тролејбусе у употребу у Великој Британији. Иако је отворен 20. јуна, јавност није пуштена на руту Бредфорд до 24-тог јуна. Бредфорд је такође био последњи град који је користио тролејбусе у Великој Британији; систем је затворен 26. марта 1972. Последњи тролејбус са задњим улазом у употреби у Британији такође је био у Бредфорду и сада је у власништву Бредфордског тролејбуског удружења. Бирмингем је био први град у Великој Британији који је трамвајску руту заменио тролејбусима, док је Вулверхемптон, под управом Чарлса Овена Силверса, постао светски познат по дизајну тролејбуса. У Великој Британији је постојало 50 тролејбуских система, а највећи је Лондон. До тренутка када су тролејбуси стигли у Британију 1911. године, Шиманов систем је био добро уходан и био је најчешћи, иако је систем Кедес-Стол (Мерцедес-Електрик-Стол) испробан у Вест Хему (1912) и Кејлију (1913).
Мањи тролејбуски системи су такође рано направљени у САД. Први неекспериментални систем била је сезонска општинска линија постављена у близини плаже Нантакет 1904. године; прва комерцијална линија која ради током целе године је изграђена да би се отворило брдско имање у близини Лос Анђелеса 1910. Тролејбуска кола без колосека често су виђена као прелазни корак, који је водио до трамваја. У Сједињеним Државама, неки системи су се претплатили на концепт коришћења сва четири облика: аутобуса, тролејбуса, трамваја (трамваја, тролејбуса) и брзог транзита метроа и/или узвишених линија (метроа), према потреби, за руте које се крећу од мало коришћених до најоптерећенијих линија система. На аутобусе и тролејбусе се посебно гледало као улазне системе који би касније могли да се надограде у железничке по потреби. На сличан начин, многи градови у Британији су првобитно посматрали тролејбуске руте као проширења трамвајских (трамвајских) рута где трошкови изградње или рестаурације пруге нису могли бити оправдани у то време, иако се овај став значајно променио (тако да се на њих гледа као на потпуну замену за трамвајске руте) у периоду након 1918. године. Кола без колосека била су доминантан облик нове електричне вуче после Првог светског рата, са опсежним системима између осталих у Лос Анђелесу, Чикагу, Роуд Ајланду и Атланти; Бостон, Сан Франциско и Филаделфија и даље имају флогу са „сва четири“ облика превоза. Неке тролејбуске линије у Сједињеним Државама (и у Британији, као што је горе наведено) су настале када тролејбуске или трамвајске руте нису имале довољан број путника да би оправдале одржавање или реконструкцију пруге. На сличан начин, предложена шема трамваја у Лидсу, Уједињено Краљевство, промењена је у тролејбуску шему како би се смањили трошкови.
Тролејбуси су данас неуобичајени у Северној Америци, али је њихова употреба распрострањена у Европи и Русији. Они су и даље уобичајени у многим земљама које су биле део Совјетског Савеза. Тролејбуси углавном заузимају позицију у употреби између уличних пруга (трамваја) и моторних аутобуса. Широм света, око 300 градова или метрополских области на 5 континената опслужују тролејбуси.
Овај вид превоза функционише у великим градовима, укључујући Атину, Београд, Братиславу, Букурешт, Будимпешту, Кишињев, Женеву, Кијев, Лион, Минск, Пјонгјанг, Ригу, Рим, Сан Франциско, Сао Пауло, Софију, Санкт Петербург, Сарајево, Талин, Вилнус и Цирих, као и у мањим као што су Арнем, Берген, Коимбра, Дејтон, Гдиња, Каунас, Лозана, Лимож, Луцерн, Модена, Плзењ, Прешов, Салцбург, Солинген, Сегедин и Јалта. Од 2020. године Кијев има, због своје историје у бившем Совјетском Савезу, највећи тролејбуски систем на свету у смислу дужине рута, док други бивши совјетски град, Минск, има највећи систем у смислу броја рута (који такође датирају назад у совјетско доба). Ландскрона има најмањи систем у смислу дужине руте, док су Маријанске Лазне најмањи град који опслужују тролејбуси. Отворен 1914. године, Шангајски тролејбуски систем је најстарији оперативни систем на свету. Са дужином од 86 km, рута број 52 Кримског тролејбуса је најдужа тролејбуска линија на свету. Такође погледајте коришћење тролејбуса по земљама.
Транзитне власти у неким градовима су последњих година смањиле или обуставиле употребу тролејбуса, док су друге, желећи да додају или прошире употребу возила са нултом емисијом у урбаном окружењу, отвориле нове системе или планирају нове системе. На пример, нови системи су отворени у Лечеу, Италија, 2012. године; у Малатији, Турска, 2015; и у Маракешу, Мароко, 2017. Пекинг и Шангај су ширили своје системе, при чему се Пекинг проширио на систем са 31 линијом којим управља флота од преко 1.250 тролејбуса. Тролејбуси се дуго охрабрују у Северној Кореји, а најновији град који ће имати мрежу био је Манпо у децембру 2019.

## Часописи
- Trolleybus Magazine (ISSN 0266-7452). National Trolleybus Association (UK), bi-monthly
- Trackless, Bradford Trolleybus Association, quarterly
- Trolleybus, British Trolleybus Society (UK), monthly